# Jezioro Średnie (Równina Mazurska)
Jezioro Średnie – jezioro w woj. warmińsko-mazurskim, w powiecie szczycieńskim, w gminie Jedwabno, leżące na terenie Równiny Mazurskiej.

## Dane morfometryczne
Powierzchnia zwierciadła wody według różnych źródeł wynosi od 25,0 ha do 28,3 ha.
Zwierciadło wody położone jest na wysokości 129,8 m n.p.m. lub 129,4 m n.p.m. Średnia głębokość jeziora wynosi 3,8 m, natomiast głębokość maksymalna 10,2 m.

## Opis jeziora
Zbiornik wydłużony z północy na południe. Na wysokim, stromym brzegu wschodnim i w środkowej części zachodniego rosną lasy, na innych, płaskich i podmokłych ciągną się łąki i mokradła. Jezioro jest dość dzikie i ma niewielkie znaczenie turystyczne.
Wędkarsko zaliczane do typu linowo-szczupakowego. Jezioro jest hydrologicznie otwarte, poprzez cieki: na południowym krańcu wypływa rów do Jeziora Rekowego, na północnym krańcu wpływa rów z Jeziora Skoniecznego.
Najbliższa miejscowość to Piduń. Dojazd ze Szczytna drogą krajową nr 58 w stronę Nidzicy, następnie w miejscowości Narty, drogą gruntową w lewoDroga nazywana jest Szeroką Drogą.. Można też dojechać wyłącznie drogami utwardzonymi, wtedy krajową nr 58, a w Jedwabnie w drogę wojewódzką nr 508.

## Piduń-Rekownica
Jest to jedno z grupy jezior zgrupowanych w okolicy wsi Rekownica – Piduń. Grupa tych jezior jest wzajemnie połączona i tworzy strugę Rekownica, która jest lewym dopływem Omulwi. Jeziora leżą przy drodze wojewódzkiej nr 508 łączącej Jedwabno i Wielbark. Grupa tych jezior znajduje się w odległości ok. 12 km od Szczytna licząc w linii prostej. W grupie opisanych jezior znajduje się też jezioro Kociołek, które jest obecnie hydrologicznie zamknięte.